# Забігайло Іван Ігнатович
Забігайло Іван Ігнатович (13 травня 1917, Ростов-на-Дону, область Війська Донського — 23 грудня 1958, Сімферополь) — учасник Німецько-радянської війни, командир ескадрильї 1-го гвардійського винищувального авіаційного ордену Леніна Червонопрапорної го винищувального авіаційного корпусу 3-ї повітряної армії Калінінського фронту, гвардії старший лейтенант. (1943).

## Біографія
Народився 30 квітня (13 травня за новим стилем) 1917 року в місті Ростов-на-Дону в сім'ї робітника. Українець. 1931 року закінчив 7 класів.
У Червоній Армії з 1937 року. У тому року закінчив Борисоглібську військово-авіаційну школу льотчиків, служив у Військово-Повітряних Силах (ВВС).
Учасник Німецько-радянської війни із червня 1941 року. Перші два військові роки воював льотчиком у 184-му винищувальному авіаційному полку і в 152-му винищувальному авіаційному полку, потім командиром авіаційної ескадрильї 29-го винищувального авіаційного ордена Леніна Червонопрапорного полку, який за зразкове виконання бойових завдань оборонних битвах під Москвою наказом Народного комісара оборони СРСР І. В. Сталіна від 6 грудня 1941 року № 347 було перетворено на 1-й гвардійський винищувальний авіаційний полк.
Командир ескадрильї гвардії старший лейтенант Іван Забігайло до березня 1943 року здійснив 326 бойових вильотів, у 99 повітряних боях особисто збив 16 і у складі групи — 6 літаків противника (за даними нагородного листа, з цього числа підтвердженими є 11 особистих і 2 групові перемоги).
Указом Президії Верховної Ради СРСР «Про присвоєння звання Героя Радянського Союзу начальницькому складу Військово-Повітряних сил Червоної Армії» від 24 травня 1943 року за "зразкове виконання бойових завдань командування на фронті боротьби з німецькими загарбниками і виявлені при цьому відвагу Героя Радянського Союзу з врученням ордена Леніна та медалі «Золота Зірка» (№ 920).
З другої половини 1943 року та закінчення війни служив у 54-му гвардійському винищувальному Керченському авіаційному полку (1-а гвардійська винищувальна авіаційна дивізія, 1-й Білоруський фронт).
Після війни продовжував службу у ВПС. З 1947 майор І. І. Забігайло — в запасі. Член КПРС із 1946 року.
Жив та працював у місті Сімферополь (Крим). Помер 23 грудня 1958 року. Похований на Військовому цвинтарі у Сімферополі.